# Hosakote (Masage), Nanjangud
Hosakote (Masage) là một làng thuộc tehsil Nanjangud, huyện Mysore, bang Karnataka, Ấn Độ.